# Castello di Madrignano
Il castello Malaspina è stato un edificio difensivo situato sovrastante il borgo di Madrignano a Calice al Cornoviglio, nella media e bassa val di Vara in provincia della Spezia. L'edificio con i suoi 400 metri circa di altitudine domina dall'alto l'ampia piana del fiume Vara fino al suo naturale sbocco nella zona costiera.

## Storia

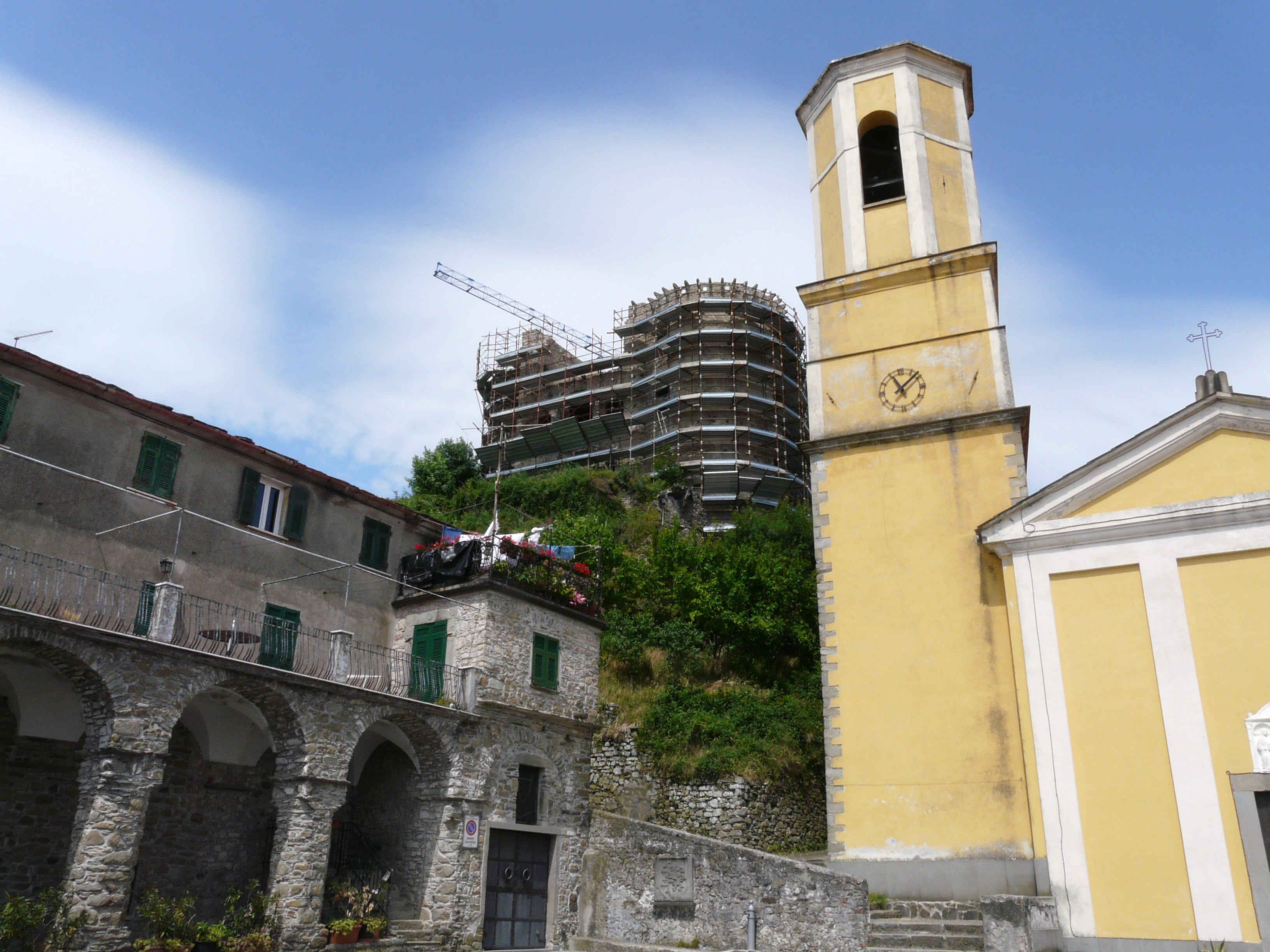
Scorcio del borgo di Madrignano con il locale castello e la parrocchiale

Una prima citazione del castello malaspiniano è datata in un diploma imperiale di Federico Barbarossa, risalente al 1164, nella quale espressamente viene concesso il castrum Madrognani ad Obizzo Malaspina. Probabilmente il castello, o un suo primario impianto, fu edificato in un tempo anteriore a quel documento, forse durante la dominazione degli Estensi o dei conti-vescovi di Luni.
Dal 1206 la proprietà sul feudo di Madrignano - e quindi del relativo castello - fu assoggetta esclusivamente alla famiglia Malaspina che ne mantenne il dominio fino al 1416, anno dell'assalto e distruzione operata dalla Repubblica di Genova negli scontri che interessarono tutto il territorio feudale dei Malaspina. Alla famiglia malaspiniana subentrarono i conti Fieschi.
Conquistato poco tempo dopo dai conti di Mulazzo e ancora ripreso dalla famiglia fliscana per un breve periodo, solamente nel 1469 il castello ritornò nelle mani dei Malaspina per circa tre secoli.
Una seconda e definitiva distruzione (a cui non seguì una nuova ricostruzione, ma solo un riadattamento delle parti ancora in buono stato) il castello di Madrignano dovrà ancora subire tra il 1705 e il 1706 negli scontri tra gli eserciti franco-spagnoli con gli imperiali austriaci (guerra di successione spagnola). Il maniero sarà sotto assedio per ben dodici giorni con danni tuttora visibili.
Dal 1772, così come il castello di Calice al Cornoviglio e i possedimenti viciniori, la proprietà rientrò nei confini del Granducato di Toscana seguendone le sorti. Con il Regno d'Italia il castello fu adibito a prigione e a caserma. Danneggiato dal terremoto che colpì la Garfagnana e la Lunigiana nel 1920, subì ulteriori danneggiamenti nei diversi bombardamenti aerei alleati nella seconda guerra mondiale.
Solamente nel 1980 - dopo decenni di abbandono - furono intrapresi mirati interventi di recupero e consolidamento della facciata, lavori però che nel suo intero complesso non furono completamente portati a termine per mancanza di fondi.
Dopo un lungo intervento di recupero, dal 2016 il sito è visitabile in diversi ambienti ed è raggiungibile dal sottostante parcheggio tramite una breve funicolare.